# Hongkongi dollár
A hongkongi dollár Hongkong hivatalos pénzneme.

## Érmék

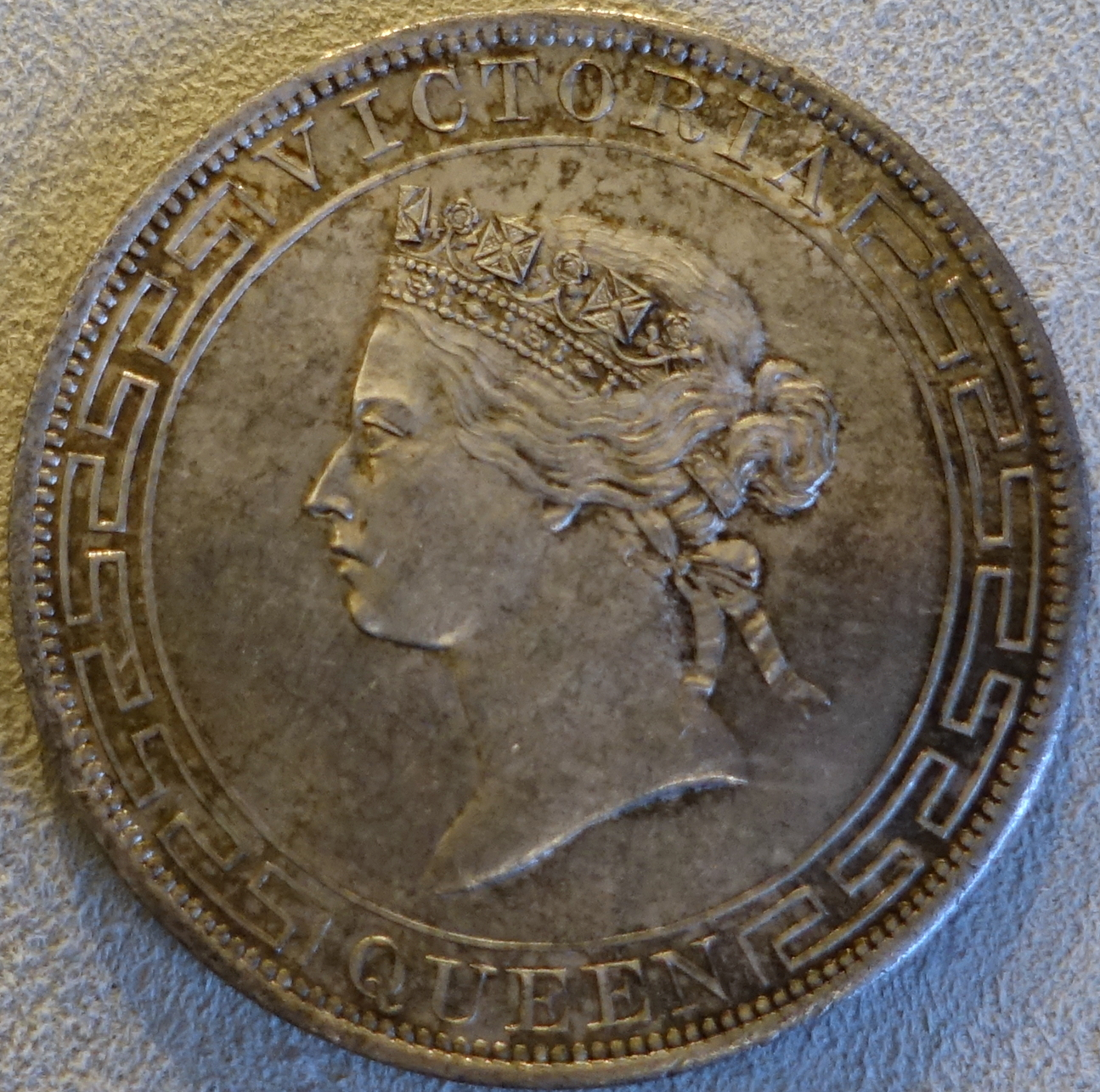
Hongkongi 1866-os 1 dolláros ezüstérme Viktória királynő portréjával.

A britek gyarmatukon 1863-ban kezdték meg az érmék kibocsátását, ekkor bronz 1 mil (1/10 cent) és 1 centes, valamint ezüst 10 centes került forgalomba, ezeket 1866-tól ezüst 5 és 20 centes, 1/2 és 1 dolláros követte. A csak 1863 és 1866 között vert lyukas 1 mil kivételével 1863 és 1992 között valamennyi hongkongi érmén az aktuális brit uralkodó portréja szerepelt fő motívumként. Az utolsó ezüst érméket, 5 centeseket 1933-ban verték. 1993-tól, Hongkong Kínához való 1997-es visszatérésének előkészületeként az érméken a bauhinia orchidea váltotta II. Erzsébet képmását. 
Az Octopus-kártya 1997-es bevezetése óta visszaszorult a készpénzes fizetés, főleg az érmék használata, emiatt a kormány 1998 óta nem veretett újat.
| Névérték  | Leírás                | Leírás           | Dátumok    | Dátumok        |
| Névérték  | Előlap                | Hátlap           | Első veret | Kibocsátás     |
| --------- | --------------------- | ---------------- | ---------- | -------------- |
| 10 cent   | Bauhinia, "Hong Kong" | Érték, verés éve | 1993       | 1994. május    |
| 20 cent   | Bauhinia, "Hong Kong" | Érték, verés éve | 1993       | 1993. október  |
| 50 cent   | Bauhinia, "Hong Kong" | Érték, verés éve | 1993       | 1993. október  |
| 1 dollár  | Bauhinia, "Hong Kong" | Érték, verés éve | 1993       | 1993. október  |
| 2 dollár  | Bauhinia, "Hong Kong" | Érték, verés éve | 1993       | 1993. január   |
| 5 dollár  | Bauhinia, "Hong Kong" | Érték, verés éve | 1993       | 1993. január   |
| 10 dollár | Bauhinia, "Hong Kong" | Érték, verés éve | 1993       | 1994. november |

## Bankjegyek
Az 1860-as évektől jelentek meg az első, brit kereskedelmi bankok által kibocsátott bankjegyek. 1935 –ben a gazdasági világválság hatására Hongkong letért az ezüstalapú dollárról, ezt követően 15.36 – 16.45 hongkongi dollár ért egy brit font sterlinget, az ez évben kibocsátott One Dollar Currency Note Ordinance értelmében először kerültek forgalomba a Government of Hong Kong – a gyarmati kormányzóság V. György király (1910-1936) portrés 1 dollárosai. 1936-tól a brit kormány fixálta a hongkongi dollár árfolyamát, 1 dollár = 1 brit shilling és 3 penny, azaz 1/16 –od font (1 font = 20 shilling = 240 penny = 960 farthing). 1941-től érmehiány miatt a kormányzóság papír 1, 5 és 10 centes jegyeket is kibocsátott. A második világháború idején, a japán megszállás alatt a yen vált egyedüli törvényes fizetőeszközzé. A brit fennhatóság 1945-ös helyreállítása után folytatódott a kereskedelmi bankok papírpénz kibocsátása, a gyarmati kormányzóság pedig VI. György (1936-1952) és II. Erzsébet (1952- ) portrés 1, 5, 10 centeseket és 1 dollárosokat nyomtattatott.

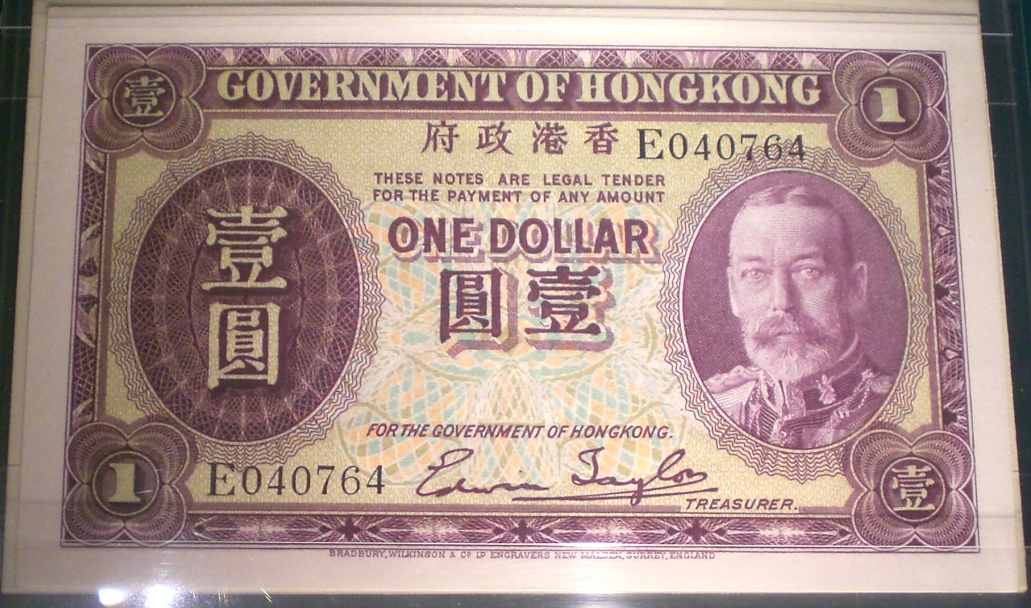
A hongkongi brit gyarmati kormányzóság (Government of Hong Kong) által 1935-ben kibocsátott 1 dolláros pénzjegy V. György brit király képmásával. Ebből a típusból 1936-tól szintén lila, majd 1941-től kék, végül 1949-től zöld színben VI. György, 1952 és 1959 között pedig II. Erzsébet portréváltozatok is forgalomba kerültek.

Hong Kong papírpénz kibocsátásának érdekessége, hogy ott Nagy-Britannia és Makaó mellett napjainkra egyedüliként maradt fenn a kereskedelmi bankok bankjegykiadási privilégiuma. Közülük a legjelentősebbek a Chartered Bank of India, Australia and China, a későbbi Chartered Bank, jelenleg Standard Chartered Bank, a Mercantile Bank of India, későbbi nevén Mercantile Bank és a Hong Kong & Shanghai Banking Corporation (HSBC) voltak. Hong Kong 1997-es Kínának történő visszaadása előtt három évvel a Bank of China is megkapta a bankjegykiadás jogát. A különböző kereskedelmi bankok az évek során 1, 5, 10, 20, 25, 50, 100, 500 és 1000 dolláros címleteket bocsátottak ki. A brit gyarmati kormányzóság, a Government of Hong Kong 1 dolláros forgalmi, valamint 1, 5 és 10 centes szükség jegyeket adott ki, jellemzően az aktuális brit uralkodó portréjával. Az 1 dollárost 1960-tól érmére cserélték. A II. Erzsébet portrés papír 1 centeseket azonban egészen 1995-ig folyamatosan nyomtatták, kuriózumként, elsősorban a gyűjtők számára.
Jelenleg a Hongkong területén forgalomban lévő 20, 50, 100, 500 és 1000 dolláros bankjegyeket három kereskedelmi bank bocsátja ki, tehát minden címletből párhuzamosan háromféle is forgalomban van, valamint a hongkongi kormány (Government of the Hong Kong Special Administrative Region) 2002 és 2007 között papír, 2007 óta műanyag 10 dollárosokat is kiad. A három kereskedelmi bank közül az évszázados angol gyarmati múlt örökségeként kettő brit multinacionális pénzintézetek tulajdona, ezek a The Hongkong and Shanghai Banking Corporation Limited (HSBC, 香港上海滙豐銀行有限公司), és a Standard Chartered Bank (Hong Kong) Limited (SCB, 渣打銀行(香港)有限公司), a harmadik a kínai Bank of China (Hong Kong) Limited (BOCHK, 中國銀行(香港)公司). A forgalomban lévő papírpénzek több, mint felét az HSBC bocsátotta ki 2003-ban. 

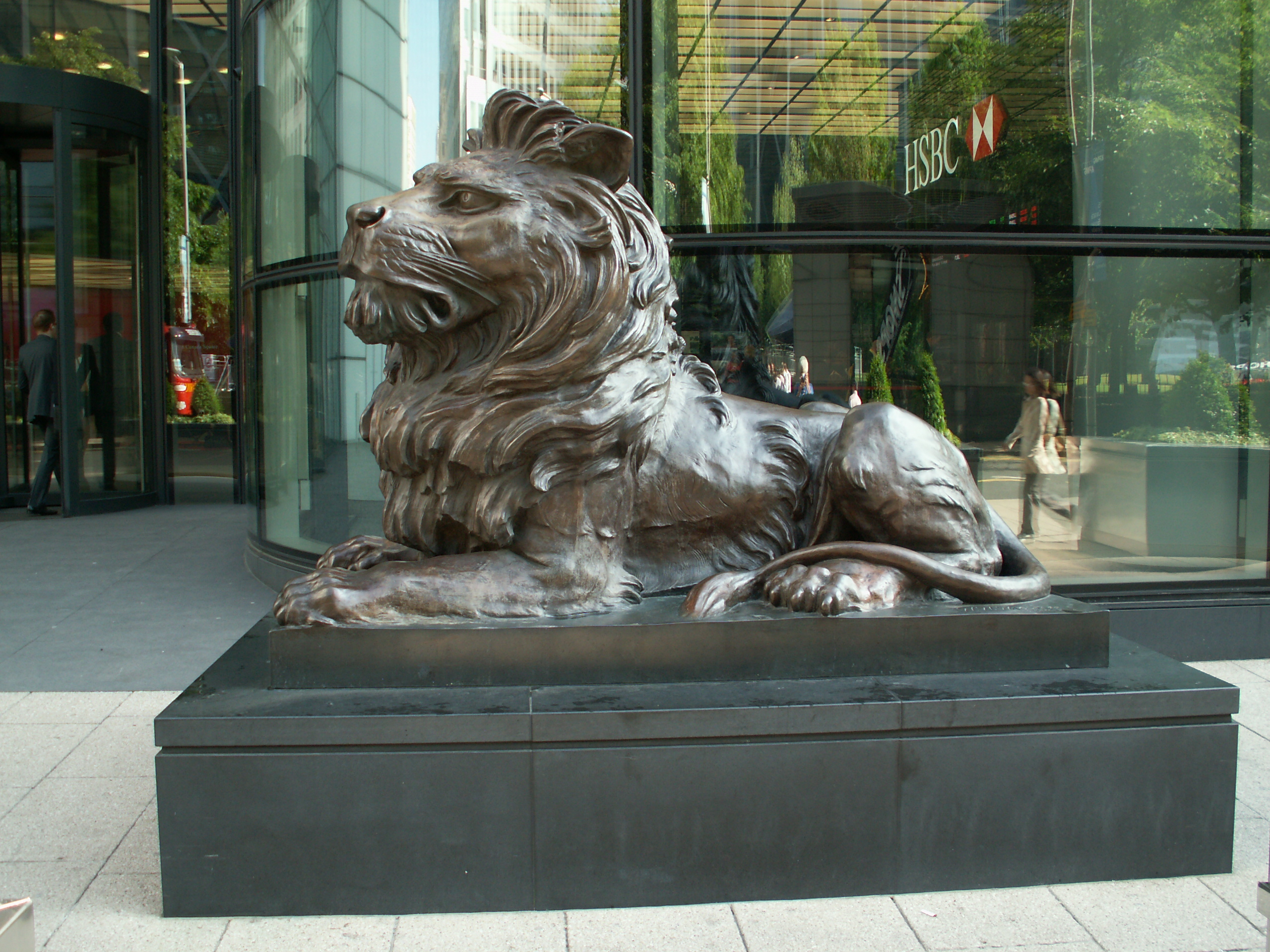
A HSBC Stitt becenevű oroszlánszobra, a bank egyik legfontosabb jelképe. Eredetileg az HSBC sanghaji székháza főbejáratának díszítésére rendelte meg Alexander Stephen (1862-1924) bankár Henry Poole (1873-1928) szobrászművésztől a később Stephen és Stitt néven híressé vált brit oroszlán szoborpárt. A két oroszlán az 1970-es évektől jelent meg az HSBC bankjegyein, Stitt az 1993-as, a 2003-as és a 2010-es szériák valamennyi bankjegyének fő motívuma.

### 2003-as sorozat
2009. szeptember 9-én a Standard Chartered Bank 150 dolláros emlékbankjegyet bocsátott ki, a bank fennállásának 150. évfordulója alkalmából. Ez a világon az első ilyen címletű bankjegy, amelyből 1 milliót hozott forgalomba.
| Névérték                                          | Szín                                              | Leírás                                            | Leírás                                                      |
| Névérték                                          | Szín                                              | Előoldal                                          | Hátoldal                                                    |
| Hongkong és Shanghai Banking Corporation sorozata | Hongkong és Shanghai Banking Corporation sorozata | Hongkong és Shanghai Banking Corporation sorozata | Hongkong és Shanghai Banking Corporation sorozata           |
| ------------------------------------------------- | ------------------------------------------------- | ------------------------------------------------- | ----------------------------------------------------------- |
| 20 dollár                                         | kék                                               | oroszlán                                          | Viktória-csúcs                                              |
| 50 dollár                                         | zöld                                              | oroszlán                                          | Po Lin Csan buddhista kolostor                              |
| 100 dollár                                        | vörös                                             | oroszlán                                          | Csing Ma-híd                                                |
| 500 dollár                                        | barna                                             | oroszlán                                          | Hongkongi Nemzetközi Repülőtér                              |
| 1000 dollár                                       | -                                                 | oroszlán                                          | Kongresszusi és Kiállítási Központ, Viktória-kikötő         |
| Bank of China (Hongkong) sorozata                 |                                                   |                                                   |                                                             |
| 20 dollár                                         | kék                                               | Bank of China-torony                              | Csúcs-torony                                                |
| 50 dollár                                         | zöld                                              | Bank of China-torony                              | Hongkongi Kulturális Központ és Béke Múzeum                 |
| 100 dollár                                        | vörös                                             | Bank of China-torony                              | Csing Ma-híd                                                |
| 500 dollár                                        | barna                                             | Bank of China-torony                              | Hongkongi Nemzetközi Repülőtér                              |
| 1000 dollár                                       | narancssárga                                      | Bank of China-torony                              | Hongkongi Kongresszusi és Kiállítóközpont és Központi Pláza |
| Standard Chartered Bank (Hongkong) sorozata       |                                                   |                                                   |                                                             |
| 20 dollár                                         | kék                                               | kínai sárkányfejes ponty                          | Hongkong az 1850-es években                                 |
| 50 dollár                                         | zöld                                              | kínai sárkányfejes teknősbéka                     | Hongkong az 1890-es években                                 |
| 100 dollár                                        | vörös                                             | Qilin                                             | Hongkong az 1930-as években                                 |
| 500 dollár                                        | barna                                             | Fenghuang                                         | Hongkong az 1970-es években                                 |
| 1000 dollár                                       | narancssárga                                      | Kínai sárkány                                     | Hongkong a 2000-es években                                  |

### 2010-es sorozat
2010-2012 között megújították a bankjegyeket. Az elsőt, az új 1000 dolláros bankjegyet 2010. december 7-én adták ki, a második, az 500 dolláros bankjegy pedig 2011. február 22-én került forgalomba.
2011 novemberétől adták ki a 20, 50, 100 dolláros bankjegyeket. Mindhárom bankjegyet 3 sorozatban adta ki 3 bank. 2012. január 11-én a 20 dolláros bankjegyeket bocsátották ki.
| Névérték                                          | Szín                                              | Leírás                                            | Leírás                                            | Dátumok                                           | Dátumok                                           |
| Névérték                                          | Szín                                              | Előoldal                                          | Hátoldal                                          | Nyomtatás                                         | Kibocsátás                                        |
| Hongkong és Shanghai Banking Corporation sorozata | Hongkong és Shanghai Banking Corporation sorozata | Hongkong és Shanghai Banking Corporation sorozata | Hongkong és Shanghai Banking Corporation sorozata | Hongkong és Shanghai Banking Corporation sorozata | Hongkong és Shanghai Banking Corporation sorozata |
| ------------------------------------------------- | ------------------------------------------------- | ------------------------------------------------- | ------------------------------------------------- | ------------------------------------------------- | ------------------------------------------------- |
| 20 dollár                                         | kék                                               | A HSBC oroszlánlogója és a HSBC épülete           | Őszi-fesztivál                                    | 2011                                              | 2012. január 11.                                  |
| 50 dollár                                         | zöld                                              | A HSBC oroszlánlogója és a HSBC épülete           | Tavaszi Lámpás-fesztivál                          | 2011                                              |                                                   |
| 100 dollár                                        | vörös                                             | A HSBC oroszlánlogója és a HSBC épülete           | HKSAR Létrehozásának Napja                        | 2011                                              |                                                   |
| 500 dollár                                        | barna                                             | A HSBC oroszlánlogója és a HSBC épülete           | Hold újév                                         | 2010                                              | 2011. február 22.                                 |
| 1000 dollár                                       | narancssárga                                      | A HSBC oroszlánlogója és a HSBC épülete           | Sárkányhajó-fesztivál                             | 2010                                              | 2010. december 7.                                 |
| Bank of China (Hongkong) sorozata                 |                                                   |                                                   |                                                   |                                                   |                                                   |
| 20 dollár                                         | kék                                               | Bank of China-torony                              | Repulse-öböl                                      | 2011                                              | 2012. január 11.                                  |
| 50 dollár                                         | zöld                                              | Bank of China-torony                              | Tung Ping Chau                                    | 2011                                              |                                                   |
| 100 dollár                                        | vörös                                             | Bank of China-torony                              | Oroszlán-kő                                       | 2011                                              |                                                   |
| 500 dollár                                        | barna                                             | Bank of China-torony                              | Főszigeti-víztároló                               | 2010                                              | 2011. február 22.                                 |
| 1000 dollár                                       | narancssárga                                      | Bank of China-torony                              | Victoria-öböl                                     | 2010                                              | 2010. december 7.                                 |
| Standard Chartered Bank (Hongkong) sorozata       |                                                   |                                                   |                                                   |                                                   |                                                   |
| 20 dollár                                         | kék                                               | kínai sárkányfejes ponty                          | abakusz és a bináris kód                          | 2011                                              | 2012. január 11.                                  |
| 50 dollár                                         | zöld                                              | kínai sárkányfejes teknősbéka                     | kombinációs zár                                   | 2011                                              |                                                   |
| 100 dollár                                        | vörös                                             | Csi-lin                                           | nyomtatott áramkörök                              | 2011                                              |                                                   |
| 500 dollár                                        | barna                                             | Fenghuang                                         | hagyományos arc diagramja és biometria            | 2010                                              | 2011. február 22.                                 |
| 1000 dollár                                       | narancssárga                                      | Kínai sárkány                                     | Érme a Tang-dinasztia korából és chipkártya       | 2010                                              | 2010. december 7.                                 |

### 2018-as sorozat
2018 végén elkezdték kibocsátani az új bankjegysorozatot.
| Névérték                                          | Szín                                              | Leírás                                            | Leírás                                            | Dátumok                                           | Dátumok                                           |
| Névérték                                          | Szín                                              | Előoldal                                          | Hátoldal                                          | Nyomtatás                                         | Kibocsátás                                        |
| Hongkong és Shanghai Banking Corporation sorozata | Hongkong és Shanghai Banking Corporation sorozata | Hongkong és Shanghai Banking Corporation sorozata | Hongkong és Shanghai Banking Corporation sorozata | Hongkong és Shanghai Banking Corporation sorozata | Hongkong és Shanghai Banking Corporation sorozata |
| ------------------------------------------------- | ------------------------------------------------- | ------------------------------------------------- | ------------------------------------------------- | ------------------------------------------------- | ------------------------------------------------- |
| $20                                               | kék                                               | teakultúra                                        | HSBC oroszlánlogója és a HSBC épülete             | 2018                                              | 2019-2020                                         |
| $50                                               | zöld                                              | pillangó és virágok                               | HSBC oroszlánlogója és a HSBC épülete             | 2018                                              | 2019-2020                                         |
| $100                                              | vörös                                             | kantoni opera                                     | HSBC oroszlánlogója és a HSBC épülete             | 2018                                              | 2019-2020                                         |
| $500                                              | barna                                             | Hexagonal Rock Columns                            | HSBC oroszlánlogója és a HSBC épülete             | 2018                                              | 2018 utolsó negyedév                              |
| $1000                                             | narancssárga                                      | pénzügyi központ                                  | HSBC oroszlánlogója és a HSBC épülete             | 2018                                              | 2018 utolsó negyedév                              |
| Standard Chartered Bank sorozata                  |                                                   |                                                   |                                                   |                                                   |                                                   |
| $20                                               | kék                                               | Tea Culture                                       | Standard Chartered Bank központja                 | 2018                                              | 2019-2020                                         |
| $50                                               | zöld                                              | pillangó és virágok                               | Standard Chartered Bank központja                 | 2018                                              | 2019-2020                                         |
| $100                                              | vörös                                             | kantoni opera                                     | Standard Chartered Bank központja                 | 2018                                              | 2019-2020                                         |
| $500                                              | barna                                             | Hexagonal Rock Columns                            | Standard Chartered Bank központja                 | 2018                                              | 2018 utolsó negyedév                              |
| $1000                                             | narancssárga                                      | pénzügyi központ                                  | Standard Chartered Bank központja                 | 2018                                              | 2018 utolsó negyedév                              |
| Bank of China sorozata                            |                                                   |                                                   |                                                   |                                                   |                                                   |
| $20                                               | kék                                               | teakultúra                                        | Bank of China-torony                              | 2018                                              | 2019-2020                                         |
| $50                                               | zöld                                              | pillangó és virágok                               | Bank of China-torony                              | 2018                                              | 2019-2020                                         |
| $100                                              | vörös                                             | kantoni opera                                     | Bank of China-torony                              | 2018                                              | 2019-2020                                         |
| $500                                              | barna                                             | Hexagonal Rock Columns                            | Bank of China-torony                              | 2018                                              | 2018 utolsó negyedév                              |
| $1000                                             | narancssárga                                      | pénzügyi központ                                  | Bank of China-torony                              | 2018                                              | 2018 utolsó negyedév                              |